# Agelasta bimaculata
Agelasta bimaculata là một loài bọ cánh cứng trong họ Cerambycidae.